# Đông Hưng, Cái Nước
Đông Hưng là một xã thuộc huyện Cái Nước, tỉnh Cà Mau, Việt Nam.

## Địa lý
Xã Đông Hưng nằm ở phía đông nam huyện Cái Nước, có vị trí địa lý:
- Phía đông giáp huyện Đầm Dơi
- Phía tây giáp xã Tân Hưng Đông
- Phía nam giáp xã Đông Thới
- Phía bắc giáp xã Tân Hưng.

Xã Đông Hưng có diện tích 34,28 km², dân số năm 2022 là 13.552 người, mật độ dân số đạt 395 người/km².

## Hành chính
Xã Đông Hưng được chia thành 7 ấp: Cái Cấm, Cái Giếng, Giá Ngự, Nhà Thính A, Phong Lưu, Tân Phong, Trọng Ban.

## Lịch sử
Ngày 23 tháng 11 năm 2004, Chính phủ ban hành Nghị định số 192/2004/NĐ-CP về việc thành lập xã Đông Hưng trên cơ sở 3.283,40 ha diện tích tự nhiên và 10.299 nhân khẩu của xã Đông Thới.